# Pávlosz Papaioánu
Pávlosz Papaioánu (1953. március 19. –) görög-brazil labdarúgóhátvéd.
Brazíliában született, édesapja görög, édesanyja brazil. Lánya a ciprusi színekben versenyző futó, Ramóna Papaioánu.

## Pályafutása

### A válogatottban
1985. október 16-án mutatkozott be a görög válogatottban a Bulgária elleni barátságos mérkőzésen. 1985 és 1992 között összesen 10 alkalommal játszott a nemzeti csapatban.

## Statisztika

### A válogatottban
| Válogatott  | Év       | Mérk. | Gólok |
| ----------- | -------- | ----- | ----- |
| Görögország | 1985     | 2     | 0     |
| Görögország | 1986     | 0     | 0     |
| Görögország | 1987     | 1     | 0     |
| Görögország | 1988     | 0     | 0     |
| Görögország | 1989     | 1     | 0     |
| Görögország | 1990     | 0     | 0     |
| Görögország | 1991     | 5     | 0     |
| Görögország | 1992     | 1     | 0     |
| Összesen    | Összesen | 10    | 0     |

## Sikerei, díjai
AEK Athén
- Görög bajnokság (3): 1988–89, 1991–92, 1992–93
- Görög szuperkupa (1): 1989
- Görög ligakupa (1): 1990